# Pycnoderes medius
Pycnoderes medius är en insektsart som beskrevs av Knight 1926. Pycnoderes medius ingår i släktet Pycnoderes och familjen ängsskinnbaggar. Inga underarter finns listade i Catalogue of Life.